# Vše o Vánocích
Vše o Vánocích je kompilační album české hudební skupiny Spirituál kvintet, vydané v roce 2011. Album se skládá ze dvou CD a kromě prvních pěti nahrávek na prvním CD je ryze kompilační.

## Seznam skladeb
| CD1            | CD1                                              | CD1   |
| Pořadí         | Název                                            | Délka |
| -------------- | ------------------------------------------------ | ----- |
| 1.             | V Betlémě je veselo                              | 1:45  |
| 2.             | Panno bělostná                                   | 3:18  |
| 3.             | Nebeské kvítí                                    | 3:26  |
| 4.             | Balada vánoční                                   | 5:07  |
| 5.             | Vánoční říkanka                                  | 2:21  |
| 6.             | Už se to rozkřiklo                               | 2:19  |
| 7.             | V jeslích dítě spinká                            | 2:59  |
| 8.             | Můžete hádat                                     | 2:23  |
| 9.             | Dřív než se vzbudíš                              | 3:01  |
| 10.            | Spí Jeruzalém                                    | 3:16  |
| 11.            | Třešničky                                        | 3:32  |
| 12.            | Hanba nám                                        | 2:51  |
| 13.            | Mou dobrou zprávu hlásej                         | 2:39  |
| 14.            | Lalůlalej                                        | 2:25  |
| 15.            | Z Betléma se ozývá                               | 2:34  |
| 16.            | Vítej malé děťátko                               | 1:40  |
| 17.            | Parvulus nobis nascitur (Chlapeček nám narozený) | 2:37  |
| 18.            | Ó, andělíčkové                                   | 3:03  |
| 19.            | Pastýř                                           | 3:07  |
| 20.            | Jméno zná i král                                 | 3:54  |
| 21.            | Bim bam                                          | 3:39  |
| 22.            | V jeslích dítě spinká                            | 2:25  |
| Celková délka: | Celková délka:                                   | 66:27 |

| CD2            | CD2                                         | CD2   |
| Pořadí         | Název                                       | Délka |
| -------------- | ------------------------------------------- | ----- |
| 1.             | Na koledu idem k vám                        | 0:57  |
| 2.             | Usnula, usnula                              | 1:38  |
| 3.             | Byla cesta                                  | 4:30  |
| 4.             | Vesele zpívejme                             | 1:43  |
| 5.             | Kyrie eleison                               | 2:28  |
| 6.             | Pochválen Pán                               | 2:28  |
| 7.             | Den přeslavný                               | 2:54  |
| 8.             | Kéž by svět trval                           | 4:29  |
| 9.             | Můžete hádat                                | 2:29  |
| 10.            | Spí Jeruzalém                               | 3:23  |
| 11.            | Pastýř                                      | 3:14  |
| 12.            | Lalůlalej                                   | 2:44  |
| 13.            | Vítej, malé děťátko!                        | 1:49  |
| 14.            | Svatební prstýnek                           | 2:18  |
| 15.            | Bim bam                                     | 3:25  |
| 16.            | Panáček spí“, „Děťátko se narodilo          | 4:41  |
| 17.            | Ó, andělíčkové                              | 3:10  |
| 18.            | Zvířátka                                    | 3:42  |
| 19.            | Třešničky                                   | 3:42  |
| 20.            | Jezulátko spi                               | 3:16  |
| 21.            | Štědrej večer nastal“, „Veselé vánoční hody | 1:53  |
| 22.            | Půjdem' spolu do betléma                    | 2:57  |
| 23.            | S Pánem Bohem                               | 1:27  |
| Celková délka: | Celková délka:                              | 66:14 |